# Angelo Maria Ricci (poeta)

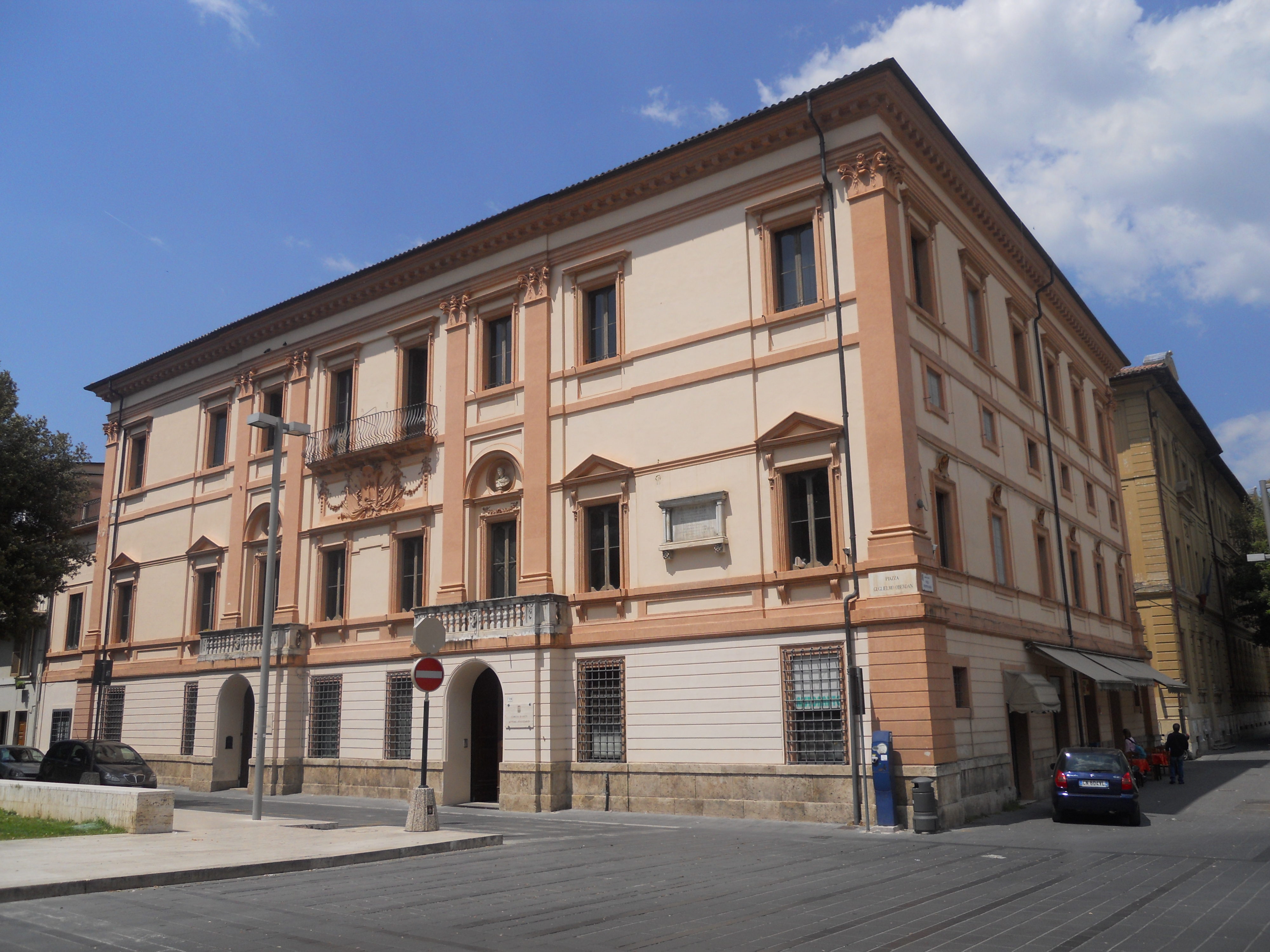
Palazzo Ricci a Rieti

Angelo Maria Ricci (Mopolino, 24 settembre 1776 – Rieti, 1º aprile 1850) è stato un poeta italiano.

## Biografia
Nato in un piccolo centro della provincia dell'Aquila, nell'allora territorio del Regno di Napoli, studiò al Collegio Nazareno di Roma, di cui divenne principe dell'Accademia degli Incolti dal 1795 al 1796. Durante il breve regno di Gioacchino Murat fu chiamato a Napoli per occuparsi dell'educazione dei figli del Murat e della biblioteca di corte. Tornò a stabilirsi a Mopolino e quindi a Rieti nel 1813, risiedendo nel palazzo di famiglia e partecipando agli eventi risorgimentali.
Come fervente seguace del Cristianesimo, durante gli ultimi momenti della sua vita sentì il dovere di intensificare la sua devozione alla sua santa protettrice. A due giorni dalla sua dipartita, il 29 marzo del 1850, compose una lunga preghiera in prosa alla Vergine Addolorata, mentre giaceva sul suo letto. Il primo aprile, alle 6 del pomeriggio, spirò serenamente.
Il suo corpo fu oggetto di un procedimento di imbalsamazione. Successivamente, con solenni cerimonie funebri, venne posto a riposo nella chiesa di San Agostino a Rieti. In seguito, in onore al Poeta, i suoi discendenti commissionarono la creazione di un monumento, opera dell'artista Giuseppe De Fabris, un caro amico del defunto, tutt'oggi conservato al Museo civico di Rieti.

## Alcune opere
- 1802 - Cosmogonia Mosaica: meditazioni filosofico-poetiche.
- 1814 -  Poesie, vol. 1, Internet Archive, Napoli, Stamperia Reale, 1814.
- 1819 - Italiade: poema epico.
- 1823 - Le feste della Vergine: stanze sdrucciole.
- 1824 - San Benedetto: poema epico.
- 1825 - Georgica de' fiori: poema didascalico ritenuta la sua migliore opera[da chi?].
- 1827 - Orologio di Flora: scherzi botanici.
- 1830 -  Le conchiglie poema, Internet Archive, Napoli, Marini, 1830.
- 1837 - Gli sposi fedeli: storia romantica sulla falsariga dei Promessi Sposi.
- 1840 - Poesie sacre.